# Hotel du Nord (film)
Hôtel du Nord är en fransk dramafilm från 1938 i regi av Marcel Carné. Manuset är baserat på Eugène Dabits roman L'Hôtel du Nord från 1929. Huvudrollen spelas av Annabella.

## Medverkande (urval)
| Annabella          | – Renée           |
| Jean-Pierre Aumont | – Pierre          |
| Louis Jouvet       | – Monsieur Edmond |
| Arletty            | – Raymonde        |
| Paulette Dubost    | – Ginette         |